# Lampides
Lampides is een geslacht van vlinders uit de familie Lycaenidae en de onderfamilie Polyommatinae.

## Soorten
- Lampides boeticus (Linnaeus, 1767) - tijgerblauwtje

### Status onduidelijk
- Lampides aestivus Zeller
- Lampides agnatinus Courvoisier, 1912